# Tommy Vance
Richard Anthony Crispian Francis Prew Hope-Weston (11 de julio de 1940; 6 de marzo de 2005), conocido profesionalmente como Tommy Vance, fue un presentador de radio británico nacido en Eynsham, Oxfordshire. Fue uno de los primeros presentadores de radio en su país en promover el hard rock y el heavy metal a comienzos de la década de 1980. El programa radial Friday Rock Show, el cual presentaba, le daba la oportunidad de gozar de radiodifusión a nuevas bandas en estos géneros. Su programa de radio fue decisivo para la creación y consolidación de la corriente conocida como New Wave of British Heavy Metal, donde fueron protagonistas bandas como Iron Maiden, Def Leppard, Saxon y Venom. Su voz fue oída por millones de personas en el Estadio de Wembley cuando anunció los actos del concierto Live Aid en 1985.
Vance falleció en un hospital de Dartford, Kent, el 6 de marzo de 2005, tres días después de sufrir un accidente cerebrovascular. 